# 2010년 하계 청소년 올림픽 아제르바이잔 선수단
2010년 하계 청소년 올림픽 아제르바이잔 선수단은 싱가포르에서 개최된 2010년 하계 청소년 올림픽에 참가한 올림픽 아제르바이잔 선수단이다.

## 참고 자료
- 2010년 하계 청소년 올림픽 참가국 정보 - 아제르바이잔[깨진 링크(과거 내용 찾기)]